# 중립 및 비동맹 유럽 국가

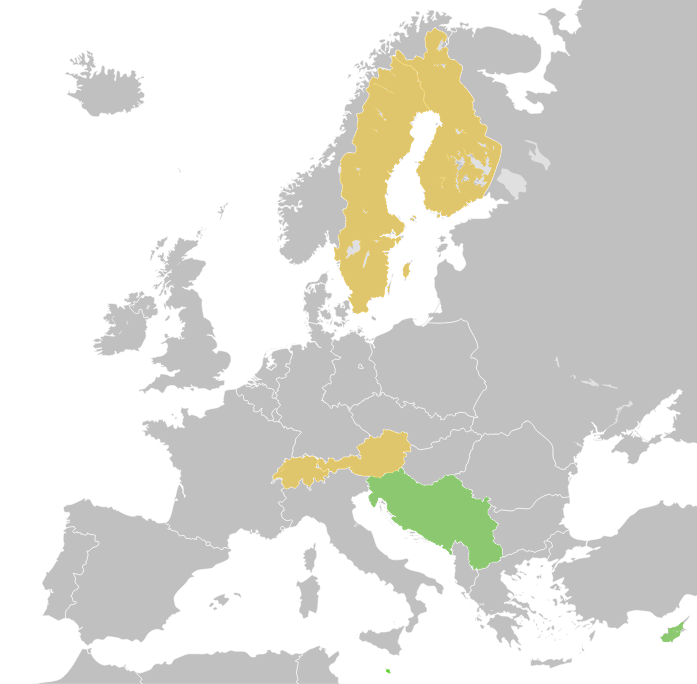
중립국: 스웨덴, 핀란드, 스위스, 오스트리아
비동맹 국가: 몰타, 유고슬라비아, 키프로스.

중립 및 비동맹 유럽 국가(영어: Neutral and Non-Aligned European States), 때때로 NN 국가라는 약어로도 알려진 이 그룹은 냉전 시대에 NATO나 바르샤바 조약에 속하지 않았지만, '중립'이거나 '비동맹 운동'의 회원국이었던 유럽 국가들의 비공식적 그룹이었다. 이 그룹은 오스트리아, 핀란드, 스웨덴 및 스위스와 같은 중립국들과 유고슬라비아, 키프로스 및 몰타와 같은 비동맹국들을 한데 모았다. 이들 모두는 NATO, 유럽 공동체, 바르샤바 조약 및 경제상호원조회의에 대한 독립적인 지위를 유지하는 데 공통된 이해관계를 가지고 있었다. 선진국이면서 비교적 고도로 발전한 유럽 중립국들은 비동맹국(특히 그룹을 이끄는 국가 중 하나인 유고슬라비아 사회주의 연방공화국)과의 협력을 통해 제한적이었던 이전의 협력보다 더 강력하게 평화, 군축 및 초강대국의 자제를 주장하는 방법으로 인식했다.
이 그룹은 유럽 안보 협력 회의 (CSCE) 내에서 협력하여 헬싱키 협정에서 합의한 내용을 지키려고 노력했다. 이 단체 내에서 유고슬라비아는 오스트리아 및 핀란드와 CSCE 사이를 중재하는 것에 협력했으며, 1977년 베오그라드에서 제2차 CSCE 정상회담을 조직하였고, 유럽 안보 협력 기구에서도 여전히 준수되고 있는 소수 권리에 대한 내용인 소수 민족 보호에 대한 초안을 제안했다.

## 같이 보기
- 중립 선언

## 추가 자료
- Hanna Ojanen, 편집. (2003). 《Neutrality and non-alignment in Europe today》 (PDF). Finnish Institute of International Affairs. ISBN 951-769-151-3.
- Mark Kramer; Aryo Makko; Peter Ruggenthaler, 편집. (2021). 《The Soviet Union and Cold War Neutrality and Nonalignment in Europe》. Lexington Books. ISBN 9781793631930.
- S. Victor Papacosma; Mark R. Rubin, 편집. (1989). 《Europe's neutral and nonaligned states: between NATO and the Warsaw Pact》. 윌밍턴. ISBN 0842022694.